# Юрчинський Юрій Остапович
Юрій Остапович Юрчинський (псевдо Вістун; 1910, м. Чортків, нині Україна — 21 липня 1941, м. Умані) — учасник національно-визвольних змагань. Син Остапа Юрчинського, брат Мирослави, Надії та Олени Юрчинських. Повітовий провідник ОУН.

## Життєпис
Юрій Юрчинський народився 1910 року у місті Чорткові, нині Чортківської громади Чортківського району Тернопільської области України.
Закінчив Чортківську гімназію.
19 лютого 1940 року викритий та заарештований енкаведистами за приналежність до ОУН. 2 липня 1941 року пішим етапом з групою в’язнів Чортківської тюрми прямував до Умані, де розстріляний 21 липня 1941 року. У 1992 році реабілітований.